# Françoise Lengellé
Françoise Lengellé, née en 1944, est une claveciniste et professeure de musique classique française.

## Biographie
Françoise Lengellé commence ses études de musique au Conservatoire national supérieur de musique et de danse de Paris (Premier prix de clavecin et de musique de chambre). Elle les approfondit avec des leçons de Kenneth Gilbert, Ton Koopman et Gustav Leonhardt.
Lengellé a une passion pour le clavecin et pour la musique du XVIe   au   XVIIIe siècle. Elle est chargée de cours au Conservatoire national supérieur de musique et de danse de Lyon jusqu'en 2010 et professeure invitée à l'Université de Californie à Santa Barbara. Elle donne également régulièrement des cours à l'Académie internationale de musique et de danse baroques de Sablé-sur-Sarthe.
En 1977, elle remporte le deuxième prix (pas de premier prix décerné) au concours international de clavecin, dans le cadre du Festival Musica Antiqua de Bruges. Ensuite, elle donne de nombreux concerts dans toute l'Europe, aux États-Unis, au Japon et en Islande. Pour le même concours, elle est membre du jury pour les années 1992, 1998 et 2007.
En 2008, elle est nommée chevalier de l'ordre des Arts et des Lettres.
Françoise Lengellé a réalisé de nombreux enregistrements, dont des œuvres de François Couperin, Jean-Philippe Rameau, Jacques Champion de Chambonnières et Jean-Sébastien Bach,.

## Discographie
- Couperin, L'Œuvre pour clavecin - avec Laurence Boulay (mars-avril 1974, Erato) (OCLC 1201259400 et 1052776915)
- Couperin, Concerts royaux - avec Laurence Boulay (1975, Erato) (OCLC 226127988 et 793995489)
- Florilège de la musique baroque italienne : Antonio Vivaldi, Luigi Boccherini, Evaristo Felice Dall' Abaco, Girolamo Frescobaldi et Antonio Lotti - Quatuor instrumental de Paris : Thomas Prevost, flûte ; Alain Ripoche, hautbois ; Étienne Peclard, violoncelle ; Françoise Lengellé, clavecin (9-11 juin 1975, Denon) (OCLC 864823190)
- Chambonnières, Pièces pour clavecin (1-3 novembre 1985, Lyrinx RCD066) (OCLC 658838872)
- Rameau, Pièces de clavecin en concerts - sur un clavecin Johannes Ruckers, avec Chiara Banchini, violon et Marianne Müller, viole de gambe (novembre 1999, Lindoro / La tirana) (OCLC 464591671 et 971860056)
- Bach, Sonates pour viole de gambe et clavecin, BWV 1027-1029 - Marianne Müller, viole de gambe (22-26 avril 2013, Zig-Zag Territoires ZZT340) (OCLC 1198959094)

## Ouvrage et traduction
- avec Aline Zylberajch et Laure Morabito, 10 ans avec le clavecin : catalogue raisonné, éd. Cité de la musique, 1996 (OCLC 224819508).
- Enrico Baiano, Méthode pour clavecin : guide pratique pour pianistes, organistes et clavecinistes. Ut Orpheus, 2013 (OCLC 861614513) — Traduction, avec Livia Daniele et Aline Zylberajch.